# گریز اینترنشنال
گریز اینترنشنال (انگلیسی: Grays International) شرکت تجهیزات ورزشی بریتانیایی است، که در سال ۱۸۵۵ تأسیس شد.